# Exode hors d'Égypte
Pour les articles homonymes, voir Exode.

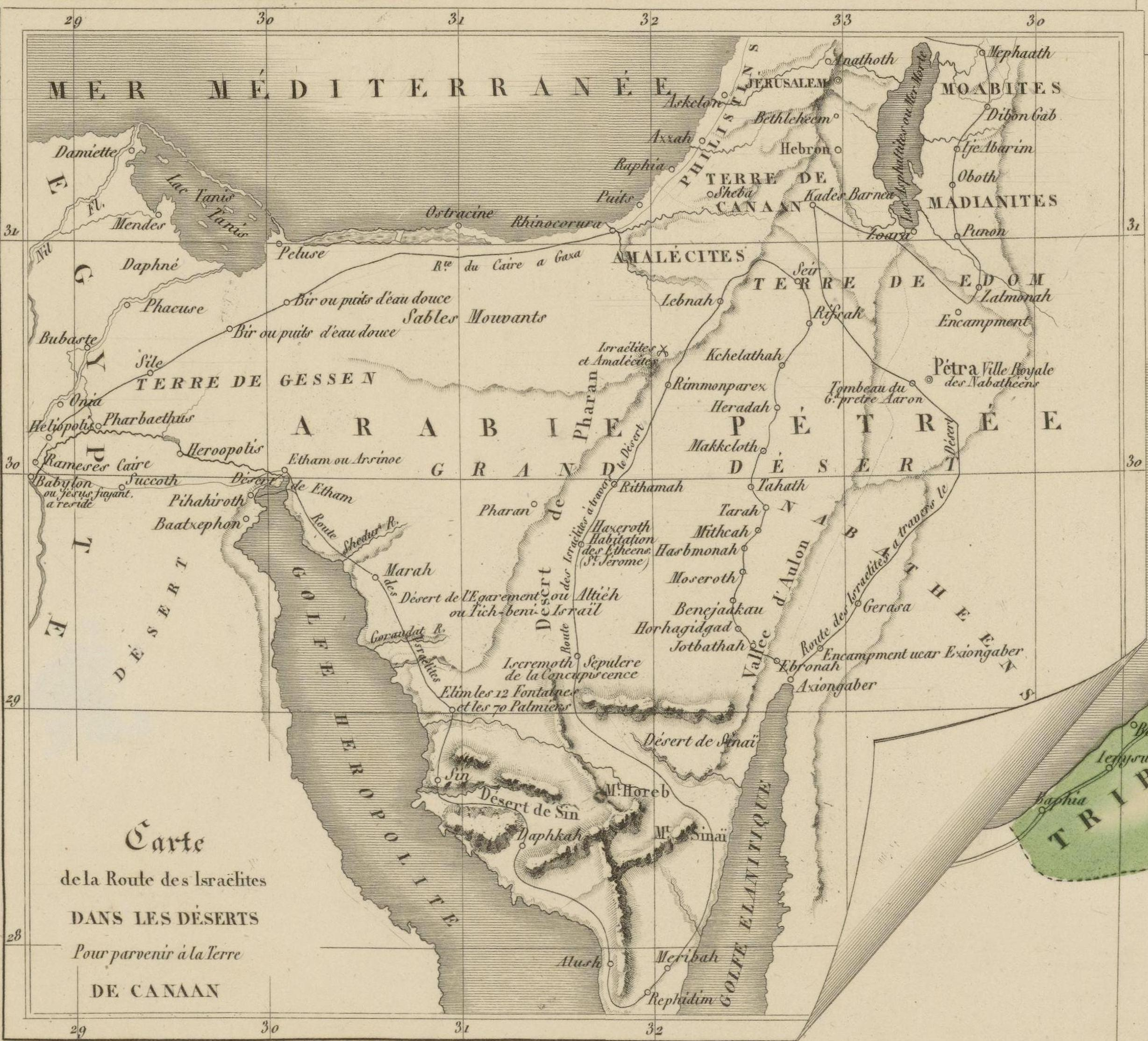
Carte de la Route des Israëlites dans les déserts pour parvenir à la Terre de Canaan. A. Toussaint, 1834.

L’Exode d'Israël hors d'Égypte (hébreu : יציאת מצרים Yetsi'at Mitzrayim, « la sortie d'Égypte ») est un récit biblique selon lequel les Hébreux, réduits en esclavage par l’Égypte, s’en émancipent pour revenir, sous la conduite de Moïse et Aaron, dans le pays de Canaan et en prendre possession en vertu de la promesse divine faite à leurs ancêtres. La sortie d’Égypte et la longue traversée du désert qui y fait suite sont relatées dans les Livres de l’Exode, du Lévitique, des Nombres et du Deutéronome.
Ce récit est considéré comme l’un des événements fondateurs du judaïsme avec le don de la Torah sur le mont Sinaï, qui fonde sa foi en un Dieu personnel intervenant directement dans l’histoire, et est commémoré lors de la fête de Pessa'h.
Son historicité n'a jamais pu être démontrée et est l’objet de débats intenses et critiques dans le milieu universitaire où la recherche est partagée entre des chercheurs qui infirment toute possibilité d'historicité et d'autres qui maintiennent l'idée d'un noyau historique dont l'importance varie d'un chercheur à l'autre.

## La narration biblique
Les Israélites avaient quitté le pays de Canaan pour l’Égypte lorsque Joseph était devenu premier ministre d’Égypte. Après la mort de Joseph à l'âge de cent dix ans, et la venue d’un pharaon « qui ne connaissait pas » (ou « n’avait pas connu ») Joseph, les Égyptiens, effrayés par la croissance démographique rapide des Israélites et leur prêtant des visées dominatrices, les réduisent en esclavage.
Ce travail, et en particulier la fabrication de briques, était extrêmement rigoureux, et les conditions d’oppression énormes. Moïse, en exil d’Égypte à cette époque, fut appelé (ou se sentit appelé) à devenir leur dirigeant. Retournant en Égypte, il essaya de négocier avec le Pharaon, qui ne fut pas réceptif, et dit ne pas connaître « le dieu de Moïse ». Moïse, sous l’ordre de Dieu, invoqua une série de plaies. Finalement, le Pharaon agréa la demande des Israélites, de laisser Moïse les conduire dans le désert pour honorer leur dieu.
Cependant, le Pharaon changea d’avis dès leur départ, et dépêcha un nombre de soldats, afin de les ramener. Les Israélites s’échappèrent miraculeusement, traversant une « mer » à pied sec, les eaux formant un mur de chacun de leur côté. Dès que les Israélites traversèrent la mer, la mer se referma, prenant au piège les poursuivants égyptiens.

Sortie d'Egypte par James Tissot, 1836-1902, Musée juif (New York)
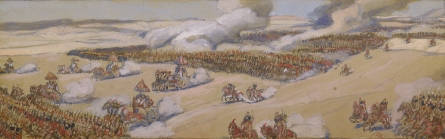
Pharaon poursuit les Israélites.
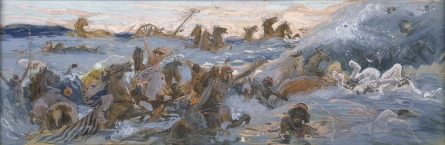
Les Égyptiens sont détruits.
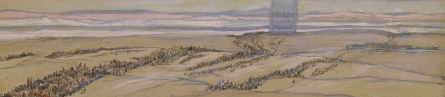
L'Exode.

Après leur départ d’Égypte, les Israélites réalisèrent un périple à travers environ quarante endroits. Les endroits où l’on situe actuellement ces étapes, surtout les premières de la liste, sont inconnus ou sujets à caution. Des événements d’importance se tinrent dans ces premières « stations », dont le don ou la proclamation des Dix Commandements sur le mont Sinaï, avec le reste de la Loi mosaïque. Les Israélites arrivent finalement à Kadesh-Barnéa, où ils demeurent relativement longtemps. Des explorateurs sont envoyés faire un rapport sur Canaan en vue de son invasion mais, à l’exception de Josué fils de Noun l’Éphraïmite et Caleb fils de Yefouné le Qenizzite, tous dissuadent de tenter la moindre entreprise devant la force des habitants.
Tous ces événements semblent s’être produits au cours de la première année suivant l’Exode, la Torah situant la traversée du désert entre les quatre-vingt ans et les cent-vingt ans de Moïse : « Israël fut donc condamné à errer quarante ans dans le désert ». Moïse conduit ensuite les Israélites au travers d’une série de campements, que les biblistes appellent les Stations (en), au cours des quarante ans susmentionnés. Toute la génération présente au début des quarante ans, y compris Myriam, Aaron et Moïse lui-même, meurt en dehors de la Terre promise, à l’exception de Caleb et Josué, auquel Moïse délègue l’autorité. C’est donc lui qui dirige le début de la conquête de Canaan, en traversant la rive orientale du Jourdain.

### Tableau des étapes de l'exode selon le livre de l'Exode
| date                    | référence         | lieu                                    | référence          | événement                                              | référence    |
| ----------------------- | ----------------- | --------------------------------------- | ------------------ | ------------------------------------------------------ | ------------ |
| 14 nisan                | Ex. 12, 16        | Pi-Ramsès                               | Ex. 12, 37         | entre les deux soirs : sacrifice de l'agneau pascal    |              |
| 15 nisan                |                   | Soukkot                                 | Ex. 12, 37; 13, 20 | la nuit : Pâques ; le soir suivant : premier campement |              |
| 16 nisan                |                   | Etam (en)                               | Ex. 13, 20         | deuxième campement                                     |              |
| 17 nisan                | Ex. 14, 20 (nuit) | Pi-Hahirot                              | Ex. 14, 2          | passage de la mer Rouge                                | Ex. 14       |
| 18 au 20 nisan          |                   | désert de Shur (en)                     | Ex. 15, 22         | errance                                                |              |
| 21 nisan                |                   | Marah                                   |                    | eaux amères purifiées                                  | Ex. 15       |
| 22 nisan                |                   | Elim (en)                               | Ex. 15, 27         |                                                        |              |
| 15e jour du second mois |                   | désert de Sîn                           | Ex. 16, 1          | don de la manne                                        | Ex. 16, 22   |
|                         |                   | Raphidim (Massah (en) et Meribah (en)). | Ex. 17, 1.7        | épreuve de l'eau sortie du rocher                      |              |
|                         |                   |                                         |                    | Amalek                                                 | Ex. 17, 8-15 |

## La route de l'Exode

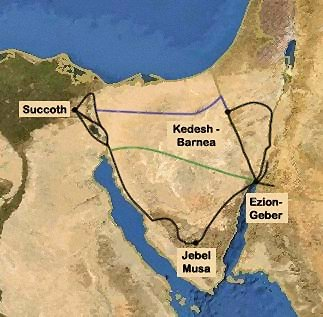
Itinéraires possibles de l’Exode.

Le récit biblique de l'Exode est probablement un épisode symbolique où se combinent plusieurs traditions, aussi est-il vain de rechercher une route de l'Exode à partir d'une lecture littérale du livre de l'Exode.
Plusieurs trajets auraient pu être empruntés par les acteurs de l’Exode. De nombreux lieux cités n’ont pu être identifiés avec leurs correspondants modernes, et l’information présente dans la Bible et littératures apparentées ne donne pas d’information suffisamment univoque sur les repères géographiques. L’itinéraire que les Israélites auraient suivi après leur départ d’Égypte est donné sous forme narrative et récapitulé sous forme d’itinéraire. Quelques villes du début de l’itinéraire, comme Ra’amses, Pithom et Souccoth, sont relativement bien identifiées, et la seconde partie de l’itinéraire, aux abords du pays de Canaan, est également constituée d’endroits relativement connus : le site de Kadesh-Barnéa a probablement été correctement identifié, mais les premières traces d’occupation retrouvées dans l’aire ramsesside sont datées de plusieurs siècles en aval d’un Exode, y compris tardif. Le mont Sinaï, si important dans la Bible, n’est pas clairement localisé : si le Djebel Moussa, dans le sud de la péninsule du Sinaï, est le plus souvent cité, d’autres candidats plus ou moins crédibles, comme le Har Karkom, ont été proposés, et aucun signe probant de l’Exode n’a été jusqu’ici mis en évidence.
C’est pourquoi des dizaines, voire centaines de routes ont été proposées, et la localisation des étapes est en grande partie dépendante du site que le chercheur veut considérer comme le mont Sinaï et/ou le mont Horeb.
Le passage de la mer Rouge ne fait pas davantage l’objet de consensus, sinon qu’il n’a probablement pas eu lieu à la mer Rouge. Ont été proposées la branche pelussique du Nil, le long du réseau des lacs Amers et des plus petits canaux qui formaient une barrière contre une fuite vers l’ouest, le golfe de Suez (au SSE de Soukkot) et le golfe d'Aqaba (au S d’Ezion-Geber). Il semble, d’après le passage scriptural de la « mer Rouge, » en fait la mer des Joncs (Yam Souf), que le terme aurait pu désigner tant le golfe d'Aqaba que celui de Suez, mais il pourrait également s’agir de l’un des nombreux étangs à papyrus de l’Égypte.

## Nombres impliqués dans l'Exode
Le Livre de l'Exode indique un nombre de 600 000 familles en partance. Ce nombre est aussi donné dans le Livre des Nombres et dans les Antiquités judaïques. Moïse, sur ordre de Dieu, effectue un dénombrement de tous les mâles âgés de vingt ans et plus. 
Deux ans après la fuite d’Égypte, ils sont au nombre de 603 550, : Moïse, sur ordre de Dieu, demande une participation pour le travail saint à 603 550 contribuables,. Après la révolte de Coré, Dathan et Abiron, Moïse effectue un autre dénombrement et ils ne sont plus que 601 730. L'archéologue Donald Bruce Redford estime que le nombre donné dans le texte biblique est peu crédible dans la mesure où il est trop grand.

## Historicité de l'Exode
L'historien et archéologue Nadav Na’aman (de) synthétise l'état de la question au sein de la recherche comme suit : « L'éventail des opinions s'étend de ceux qui suggèrent que le noyau de l'histoire est fondamentalement authentique et que l'épisode reflète un événement important dans les débuts de l'histoire d'Israël, d'une part, à ceux qui rejettent complètement l'historicité de l'épisode, soulignent que l'histoire a été écrite à une date ultérieure et suggèrent qu'elle reflète principalement l'époque de sa composition, d'autre part. Selon ce dernier point de vue, l'histoire de l'Exode est essentiellement un mythe qui a été formulé à une époque tardive et ne reflète pas la réalité des débuts de l'histoire d'Israël. Entre les deux extrêmes se trouvent des spécialistes qui acceptent l'historicité de quelques détails de l'histoire et suggèrent que l'histoire comprend un noyau — certes petit — d'événements historiques qui se sont déroulés sur le sol égyptien. » Selon sa propre opinion, « certains éléments de l'histoire de l'Exode ont un sens lorsqu'ils sont compris comme le reflet de la mémoire de la servitude envers l'Égypte au temps des XIXe-XXe dynasties, et la perception de la liberté acquise après le retrait de l'Égypte de Canaan. »
Pour Ze'ev Herzog, professeur d'archéologie à l'université de Tel-Aviv, « aucune démarche scientifique ne prouve la réalité de cette sortie d'Égypte, des grandes années d'errance dans le désert et de la conquête de la Terre promise ».
Israël Finkelstein et Neil Asher Silberman avancent quant à eux que « les sites mentionnés dans l'Exode ont bien existé. Certains étaient connus et furent apparemment occupés, mais bien après le temps présumé de l'Exode, bien après l'émergence du royaume de Juda, quand les textes du récit biblique furent composés pour la première fois ». 
Lester Grabbe, résumant la position dominante dans la recherche historique et archéologique sur le sujet en 2016, indique que « malgré les efforts de certains fondamentalistes, il n'y a aucun moyen de sauver le texte biblique en tant que description d'un événement historique. Une grande population d'Israélites, vivant dans leur propre partie du pays, n'a pas quitté une Égypte dévastée par divers fléaux et dépouillée de ses richesses et passé quarante ans dans le désert avant de conquérir les Cananéens. »
Cependant, l'historicité de l'Exode, ou du moins d'événements ayant servi de trame au récit, continue d'être défendue par certains égyptologues et biblistes,.